# Parc national de Nämdöskärgården
Le parc national de Nämdöskärgården (Nämdöskärgårdens nationalpark ; parc national de l'Archipel de Nämdö) est un parc national situé dans la commune de Värmdö dans le comté de Stockholm. Créé en 2025, il constitue le 31ème parc national de Suède et le premier parc national marin de la mer Baltique. Il couvre 25 720 hectares de l'archipel de Stockholm dont 24 880 ha sont marins. 

## Environnement
Comptant environ 1300 îles, îlots et récifs, le parc protège un écosystème fragile et diversifié, constitué de zones rocheuses, vasières, forêts maritimes, zones de frai pour poissons. Parmi les espèces remarquables, des phoques gris, le pygargue à queue blanche, de nombreux oiseaux marins comme le guillemot à miroir, l'huîtrier pie ou les goélands, ou encore l'eider à duvet, le fuligule morillon, le pluvier annelé, le bécasseau, le chevalier gambette,. Les mammifères terrestres comprennent les castors, des lièvres, des visons, des écureuils et différents types de rongeurs.